# Zoofenster
El Zoofenster es un rascacielos de gran altura localizado en el distrito berlinés de Charlottenburg. 
Alberga un hotel Waldorf Astoria Berlin de lujo, y la Romanisches Café.

## Historia
El prominente edificio tiene una historia colorida: la idea del proyecto proviene de una planificación del año 1999, para albergar al Hotel Merchant Court con 310 habitaciones y un área de aproximadamente 24.280 m². Merchant Court es una empresa subsidiaria de lujo de otra cadena hotelera de Singapur. De acuerdo con este concepto, la planta baja sería dedicada a comercio al por menor y el hotel Merchant Court dedicaría todo el edificio para oficinas, apartamentos y habitaciones del hotel. Hecho que ya fue anunciado en publicaciones adecuadas.

## Construcción
El trabajo preparatorio se inició en 2002. Sin embargo, sin el contrato del inquilino principal, la cadena hotelera Hilton, el trabajo se detuvo. En ese momento, sólo se había nivelado el terreno y la zona fue cubierta por carteles de gran tamaño.
En agosto de 2007 el dueño de la propiedad actual, el grupo inmobiliario Ebertz & Partners, encontró un nuevo inversor que continuaría después con los planes ya existentes. De acuerdo con un informe sobre el presupuesto basado en resultados de la situación financiera, mostró un fondo de inversión de sólido con sede en Abu Dhabi.
En mayo de 2008, se retomó la obra después de la retirada de los carteles, con los trabajos preparatorios. Se profundizó en el terreno unod 27 metros y se completó a principios de 2009. La ceremonia oficial de iniciación de la obra tuvo lugar finalmente el 27 de marzo de 2009. Para la extensión de la obra fueron destruidas en abril de 2009 la parte norte del puente Schimmelpfeng y las casas adyacentes, por lo tanto, es visible desde el borde de la nueva carretera Breitscheidplatz.
Después de la finalización de los trabajos de hormigón en el piso 32ª del rascacielos, comenzó el proyecto de construcción de la estructura (mediados de octubre de 2010), en un año quedó estructuralmente completo (septiembre de 2011), sin embargo la ceremonia de finalización se celebró el 22 de octubre de 2010, pero continuaron los trabajos de acabado exterior e interior. Actualmente es el tercer rascacielos más alto de Berlín.

## Ubicación
El área donde se encuentra el Zoofensters se enmarca entre Kantstraße (al sur), Joachimstaler Straße el Joachimstalerstraße (al Oeste) y la carretera Hardenbergstraße (al norte). La parcela tiene la forma de un triángulo y está ligeramente inclinada hacia Hardenbergplatz, la finca limita con la estación de tren Zoologischer Garten (por el norte) y con el final de Breitscheidplatz (por el este).

## Arquitectura
La torre ha sido diseñada por los arquitectos Christoph Mäckler y Richard Rogers y la empresa de bebidas Brau y Brunnen. Originalmente querían construir en el mismo lugar una torre completamente cristalina de gran altura. Sin embargo, destaca sobre los edificios de piedra que la rodean por insertar más y mejor color. Además, la base conecta la parte superior e inferior adyacente a los edificios. 